# Comuna de Lubenia
Lubenia (polaco: Gmina Lubenia) é uma gminy (comuna) na Polónia, na voivodia de Subcarpácia e no condado de Rzeszowski. A sede do condado é a cidade de Lubenia.
De acordo com os censos de 2004, a comuna tem 6433 habitantes, com uma densidade 117,5 hab/km².

## Área
Estende-se por uma área de 54,77 km², incluindo:
- área agricola: 67%
- área florestal: 24%

## Demografia
Dados de 30 de Junho 2004:
|                      | Total   | Total | Mulheres | Mulheres | Homens  | Homens |
| -------------------- | ------- | ----- | -------- | -------- | ------- | ------ |
|                      | pessoas | %     | pessoas  | %        | pessoas | %      |
| População            | 6433    | 100   | 3281     | 51       | 3152    | 49     |
| Densidade (pop./km²) | 117,5   | 100   | 59,9     | 59,9     | 57,5    | 57,5   |

De acordo com dados de 2002, o rendimento médio per capita ascendia a 1198,49 zł.

## Subdivisões
- Lubenia, Siedliska, Sołonka, Straszydle.

## Comunas vizinhas
- Błażowa, Boguchwała, Czudec, Niebylec, Tyczyn